# Garovaglia muelleri
Garovaglia muelleri là một loài rêu trong họ Pterobryaceae. Loài này được (Hampe) Mitt. mô tả khoa học đầu tiên năm 1882.